# Harrison Smith
Pour les articles homonymes, voir Smith.
(en) Statistiques sur pro-football-reference
Harrison Smith, né le 2 février 1989 à Augusta, est un sportif professionnel américain de football américain jouant au poste de safety dans la National Football League (NFL) pour la franchise des Vikings du Minnesota depuis la saison 2012.
Au niveau universitaire, il a joué pour le Fighting Irish de l'Université de Notre-Dame-du-Lac pendant cinq saisons (2007-2011) dans la NCAA Division I FBS avant d'être sélectionné en 29e choix global lors du premier tour de la draft 2012 de la NFL par les Vikings.
Après avoir été repris dans l'équipe des meilleurs rookies de la saison 2012 par les Pro Football Writers of America (en), il est sélectionné dans la première équipe All-Pro 2017 et la deuxième équipe en 2018. Il est également sélectionné pour participer à six Pro Bowls (2015–2019, 2021).